# Chochoyote
Chochoyote, chochoyota, chochoyo ou chochoyón, est une petite boulette faite à base de masa. La boulette est creusée avec le pouce et est cuite ou pochée dans un bouillon. Les chochoyote sont souvent servis avec le mole Amarillo, plat originaire d'Oaxaca.